# Bisbe dorsidaurat
El bisbe dorsidaurat (Euplectes aureus) és un ocell de la família dels ploceids (Ploceidae).

## Hàbitat i distribució
Habita vegetació àrida de la costa centre-occidemtal d'Angola i l'illa de São Tomé.